# Tmesisternus laevis
Tmesisternus laevis là một loài bọ cánh cứng trong họ Cerambycidae.